# György Gurics
Dans le nom hongrois Gurics György, le nom de famille précède le prénom, mais cet article utilise l’ordre habituel en français György Gurics, où le prénom précède le nom.
György Gurics (né le 27 janvier 1929 et mort le 10 septembre 2013) est un lutteur hongrois spécialiste de la lutte libre. Il participe aux Jeux olympiques d'été de 1952 dans la catégorie des poids moyens (73-79 kg). Il y remporte la médaille de bronze.

## Palmarès

### Jeux olympiques
- Jeux olympiques de 1952 à Helsinki,  Finlande
  -  Médaille de bronze.